# Francisco José Pacheco

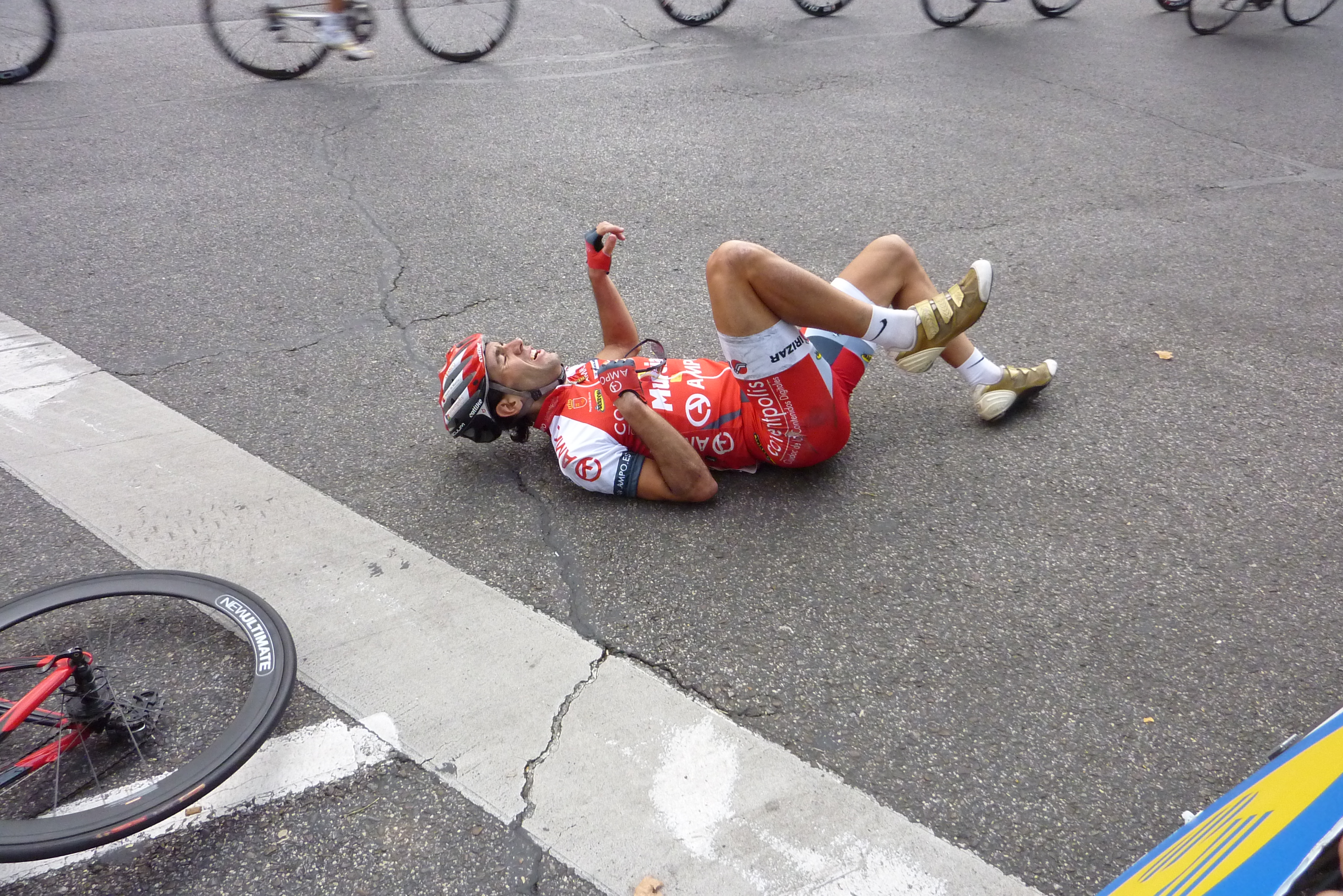
Pacheco nach einem Sturz bei der Vuelta 2009

Francisco José Pacheco Torres (* 27. März 1982) ist ein ehemaliger spanischer Radrennfahrer.
Francisco José Pacheco wurde 2005 Dritter bei der spanischen Zeitfahrmeisterschaft der Fahrer ohne Vertrag. Außerdem wurde er Dritter der Gesamtwertung der Vuelta a Córdoba. In der Saison 2006 gewann er jeweils ein Teilstück der Vuelta a Navarra und der Vuelta a León. 2007 erhielt Pacheco seinen ersten Vertrag bei einem internationalen Radsportteam, dem portugiesischen Continental Team Barbot-Halcon. In seinem ersten Jahr dort gewann er eine Etappe bei der Portugal-Rundfahrt. Im Jahr 2008 gewann er zwei Etappen der Vuelta a Extremadura, eine Etappe des Grand Prix CTT Correios de Portugal und zwei Etappen der Volta a Portugal. Sein größter Karriersieg gelang ihm 2010 beim Eintagesrennen Circuito de Getxo.
Ende der Saison 2013 beendete er seine Karriere.

## Erfolge
2006
- eine Etappe Vuelta a Navarra
- eine Etappe Vuelta a León

2007
- eine Etappe Portugal-Rundfahrt

2008
- zwei Etappen Vuelta a Extremadura
- eine Etappe Grand Prix CTT Correios de Portugal
- zwei Etappen Volta a Portugal

2010
- Circuito de Getxo

## Teams
- 2007 Barbot-Halcon
- 2008 Barbot-Siper
- 2009 Contentpolis-AMPO
- 2010 Xacobeo Galicia
- 2012 Gios-Deyser Leon Kastro
- 2013 Christina Watches-Onfone (ab 1. Juni)